# سجن انفرادي

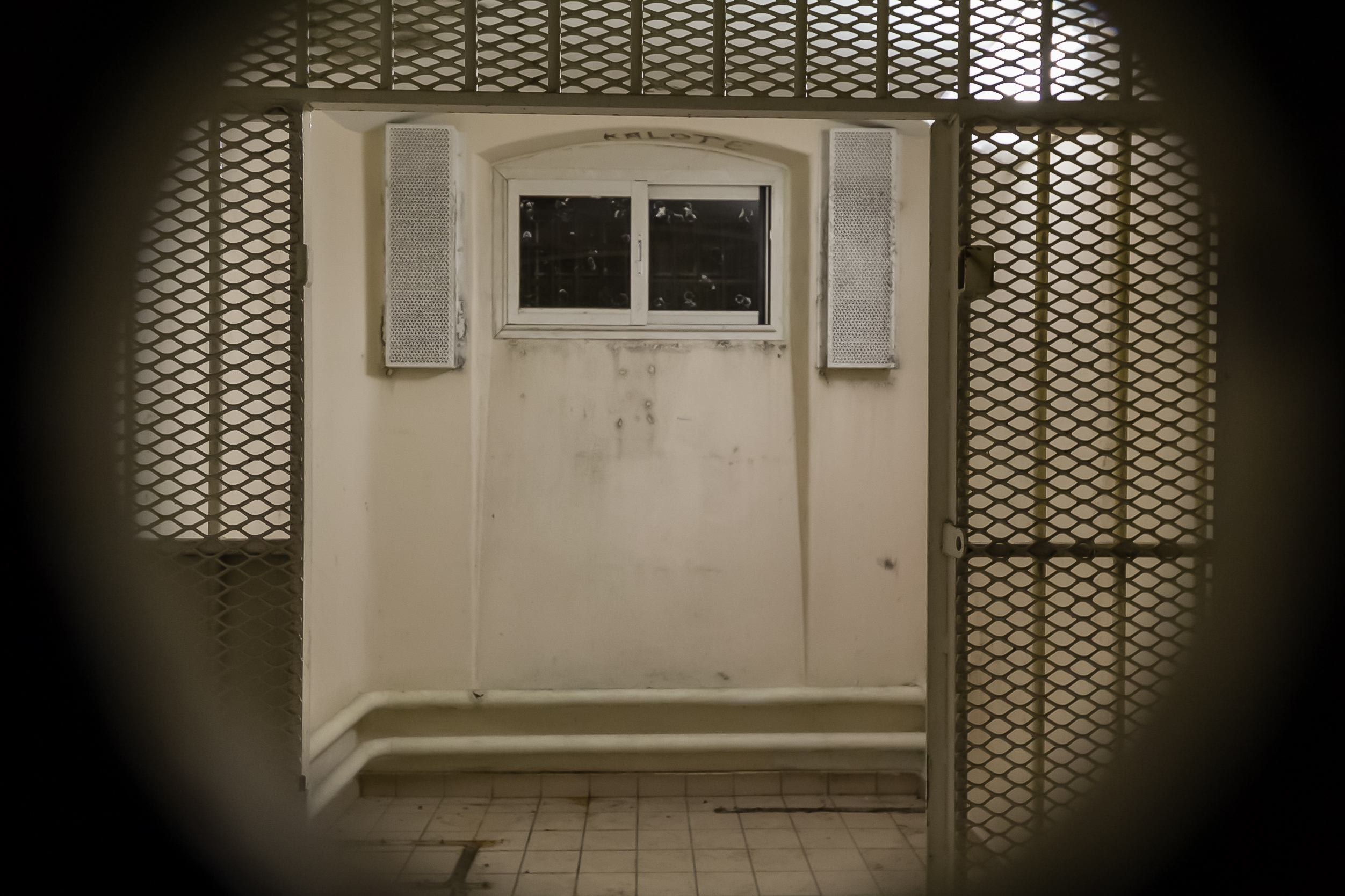

الحبس الانفرادي أو السجن الانفرادي هو تدبير وشكل من أشكال السجن يتميز بإيداع المحكوم عليه في زنزانة لوحده مع السماح له بقليل من التواصل مع النزلاء الآخرين أو عدم السماح له مطلقا، واتخاد تدابير صارمة لمنع وصول الممنوعات إليه، واستخدام معدات أمنية إضافية. تم تصميم السجن خصيصا للسجناء المشاغبين الذين يمثلون خطرا على أمن النزلاء الآخرين أو أمن موظفي السجن أو أمن السجن نفسه. في الغالب تُتخذ عقوبة السجن الانفرادي في حق كل من انتهك الانضباط داخل السجن بأي شكل من الأشكال، مثل القتل، وأخذ الرهائن، والاعتداء المميت، وارتكاب أعمال الشغب. ومع ذلك، يتم استخدامه أيضا كتدبير لحماية السجناء الذين تتعرض سلامتهم للخطر من قبل النزلاء الآخرين.
يشار إلى الحبس الانفرادي بالعامية في اللغة الإنجليزية الأمريكية بمفردات مثل «الصندوق الساخن» أو «الحفرة» أو "AdSeg" (وتعني الفصل الإداري)؛ باللغة الإنجليزية الأسترالية باسم «الفتحة» أو «الجنيه»؛ في اللغة الإنجليزية البريطانية باسم «الكتلة» أو «وحدة الفصل» أو «المبرد».   كما تم تسميته بسجن «العزل» و «السكن المقيد».
تلقى تدبير الحبس الانفرادي انتقادات شديدة لكونه يعود بآثار نفسية ضارة ، ولكونه يعد نوعا من أنواع التعذيب في بعض الحالات. وفقًا لدراسة أجريت عام 2017، أثبتت الأبحاث العلمية قوة الآثار النفسية السلبية للحبس الانفرادي، مما أدى إلى نشوء إجماع وتوافق بين المنظمات الإصلاحية، ومنظمات الصحة العقلية، والمنظمات القانونية، ومنظمات حقوق الإنسان على العمل على الحد بشكل كبير من استخدام الحبس الانفرادي.

## استعماله
تُتخذ في حق السجين عقوبة السجن الانفرادي في حق السجين عندما يصبح خطرا على نفسه أو على الآخرين، أو يُشتبه في تنظيمه أو المشاركة في أنشطة غير مشروعة خارج السجن، أو كما هو الحال في حالة سجين مثل مشتهي الأطفال أو الشهود، أو إذا كان في خطر كبير من التعرض للأذى من قبل سجين آخر أو مجموعة سجناء. المثال الأخير هو شكل من أشكال الاحتجاز الوقائي. كما أن الحبس الانفرادي سائد في السجون شديدة الحراسة حيث يُحتجز السجناء الذين يعتبرون خطرين أو معرضين لخطر كبير.

### الآثار
آثار الحبس الانفرادي على الأحداث يمكن أن تكون ضارة للغاية على نموهم. يمكن أن يؤدي العزل في الحبس الانفرادي إلى الألم، وإثارة مشاكل خطيرة في الصحة العقلية والبدنية للحدث يمكن أن تؤثر على عملية إعادة تأهيله.  بما أن الأحداث لايزالون في مرحلة النمو، قد يكون للتجارب المؤلمة مثل الحبس الانفرادي تأثير عميق على فرصهم في إعادة التأهيل والنمو السليم. يمكن أن يؤدي الحبس الانفرادي إلى تفاقم المشاكل النفسية والجسدية القصيرة وطويلة الأمد أو أن يزيد من احتمالية حدوث ذلك.

### الشرعية
صرّح المقرر الخاص للأمم المتحدة المكلف بالتعذيب وغيره من هيئات الأمم المتحدة أن الحبس الانفرادي (العزلة الجسدية والاجتماعية لمدة تتراوح بين 22 و 24 ساعة يوميا لمدة يوم واحد أو أكثر) للشباب دون سن 18 عاما، ولأي مدة، معاملة قاسية ولاإنسانية ومهينة.

#### حقوق الإنسان
في المملكة المتحدة، يقع على عاتق الدولة «وضع أعلى معايير الرعاية» عندما تحد من حريات الأطفال. يعتقد الكثيرون، بما في ذلك فرانسيس كروك، أن الحبس والحبس الانفرادي هما أقسى أشكال العقوبات المحتملة و «ينبغي ألا يُتخذا إلا كملجأ أخير». بالإضافة إلى ذلك، ونظرًا لأن الأطفال ما زالوا يتطورون عقليًا، يجب ألا يشجعهم السجن على ارتكاب المزيد من جرائم العنف.

## الشرعية
لطالما تم الطعن في شرعية الحبس الانفرادي على مدار الستين سنة الماضية حيث تغيرت المفاهيم المحيطة بهذه الممارسة. تركز الكثير من النقاش القانوني المتعلق بالحبس الانفرادي على ما إذا كان يشكل تعذيباً أو عقوبة قاسية وغير عادية. بينما بدأ القانون الدولي عمومًا يثبط استخدام الحبس الانفرادي في المؤسسات العقابية،  معارضو الحبس الانفرادي أقل نجاحًا في الطعن فيه داخل النظام القانوني للولايات المتحدة.

### القانون الدولي
طوال القرن العشرين، أصبح موقف الأمم المتحدة من الحبس الانفرادي معارضا بشكل متزايد. عكس القانون الدولي هذا التغيير، وأدت مراقبة الأمم المتحدة إلى انخفاض كبير في الحبس الانفرادي.
في عام 1949، اعتمدت الجمعية العامة للأمم المتحدة الإعلان العالمي لحقوق الإنسان. على الرغم من أن الإعلان غير ملزم، فإن حقوق الإنسان الأساسية الواردة فيه كانت بمثابة أساس القانون الدولي العرفي. وترد أهمية الإعلان للحبس الانفرادي في المادة 5، التي تنص على أنه "لا يجوز إخضاع أحد للتعذيب ولا للمعاملة أو العقوبة القاسية أو اللاإنسانية أو المهينة". وبالتالي، إذا اعتُبر أن الحبس الانفرادي يشكل تعذيبا أو معاملة أو عقوبة قاسية أو لا إنسانية أو مهينة، فإن البلد الذي يمارس الحبس الانفرادي ينتهك الأحكام التي حددها الإعلان العالمي لحقوق الإنسان.
العهد الدولي الخاص بالحقوق المدنية والسياسية (ICCPR)، الذي دخل حيز التنفيذ عام 1976، يكرر المادة الخامسة من الإعلان العالمي لحقوق الإنسان؛ حيث تنص المادة 7 منه على نحو مماثل على أنه «لا يجوز إخضاع أحد للتعذيب ولا للمعاملة أو العقوبة القاسية أو اللاإنسانية أو المهينة.»  نظرا لأن العهد الدولي الخاص بالحقوق المدنية والسياسية اتفاق ملزم قانونا، فإن أي دولة موقعة على العهد ستنتهك القانون الدولي إذا مارست التعذيب أو المعاملة أو العقوبة القاسية أو اللاإنسانية أو المهينة.